# Клермон-Феранска катедрала
Катедралата „Възнесение на Дева Мария“ (на френски: Notre-Dame de l’Assomption à Clermont-Ferrand) е катедрала в готически стил и историческа забележителност, намираща се във френския град Клермон-Феран в регион Оверн. Тук се намира катедрата на архиепископите на Клермон (епископи до 2002 г.).
Първоначално на мястото на катедралата последователно са три християнски храма. Основна част от изграждането на един, съществуващ в нашето време, датира от XIII век.
Сградата на църквата е построена изцяло от черни вулканични скали и затова добре се забелязва отдалеч. Две кули с височина около 100 метра от кула се извисяват над покривите на къщите в Клермон. Катедралата се намира на върха на хълм, образуващ историческия градски център на град Клермон-Феран, на площад place de la Victoire в непосредствена близост до паметника на папата Урбан II, който на Клермонския събор, който се провежда тук през 1095 г., обявява Първия кръстоносен поход.

## Етапи на строителство
През V век епископът на селище на племето арверни Намаций полага първия камък на катедралата, което позволява на местната християнска общност да излезе извън своя квартал vicus christianorum, както го нарича свети Григорий Турски. Той посвещава сградата на светците Виталий и Агрикол, чиитп мощи пренася от Равена. От описанието на Григорий Турски е известно, че това е съоръжение с дължина 43 метра има формата на базилика и е декорирано с мрамор. Проекцията на сградата е трикорабна с два странични нефа, трансепт и 70 колони. Църквата е разрушена през 760 г. от войските на краля на франките Пипин Къси. Очевидно съжалявайки за стореното, Пипин дава голяма парична компенсация на епископ Адеберт за плащане на възстановителните работи, които продължават от 764 до 768 г. Втората църква също е унищожена, вече от норманите през 915 г.
Епископ Стефан II разпорежда да се изгради третата катедрала в романски стил, който е осветен през 946 г. Тази постройка, разположена в центъра на Епископския квартал на Клермон, ограден с гало-римски защитни укрепления, е смятан за шедьовър на религиозна архитектура и изглежда се превръща в прототип за множеството църкви в Оверн.
Тази катедрала е напълно разрушена преди изграждането на по-нататъшна готическа катедрала, с изключение на римската фасада, съществували чак до 1851 г., и криптата, открита през XIX век, по време на следващите строителни работи. Модерният външен вид на романската крипта значително се различава от първоначалния, но въпреки това тя запазва своя план с венец от четири параклиса, различни от деамбулатория, засипан със земя при изграждане на готическата катедрала. Все още може да открият следи от смесената зидария, запечатвана със строителен разтвор, където са включени каменни блокове, взети от древни сгради, необработени и дялани камъни. Специалистите от Клермонския университет провеждат редица изследвания, за да се установи времето на изграждане на съоръженията на тази крипта, многократно престроявана в хода на различни възстановителни кампании.
През 1248 г. епископ Юг дьо Ла Тур дьо Пен решава да построи на мястото нова катедрала, вдъхновен от парижката „Сент Шапел“, която е видял по време на посещението си в Париж. Строежът на църквата в очарователния готически стил, модерен в Северна Европа, би следвало да закрепи водещата роля на Клермон (тогава те са разделени с графския град Монферан), който в продължение на няколко десетилетия е управляван от епископи.
Изграждането на новата катедрала е поверено на архитект Жан Дешам, който също работи по строежа на катедралата в Нарбон и Лимож, което обяснява продължителното изграждане на катедралата в Клермон. Под влиянието на Катедралата в Бове и Амиенската катедрала, той развива оригинален проект, в който прозорците на сградата не е заемат цялото пространство между опорите и липсва кръстовидния извит свод. 
Основната отличителна черта на сградата е материалът, използван за изграждането му – камък от вулканични магмени скали, който има тъмен и мрачен цвят, което позволява да се издигнат високи тънки опори.

### Събития и личности
- През 1262 г. в частично изградената катедрала с голяма официалност и показност се извършва брачната церемония на бъдещия крал на Франция Филип III Смели с инфантата Изабела Арагонска и вероятно благодарение на щедростта на крал Луи ІХ в катедралата са изпълнени част от витражите, в стил, наподобяващ тези в парижката Сент Шапел.
- В средата на ХІV век епископът на Клермон съсредоточава значителна власт: много силни господари му се подчиняват; по това време духовната му власт е толкова голяма, че той се подчинява само на Рим. Именно в този контекст започва борба за надмощие между Гийом Гримоар дьо Гризак – служител на епископ Пиер Андре (канцлер на френския крал) и Жилбер Шалансон, каноник на Клермон. Шалансон в пристъп на гняв изгонва длъжностното лице, което му казва, че да се подчини и горд и сигурен в силата си, му отговоря: „Само когато станете папа, можете да си отмъстите“. Гийом Гримоар всъщност след време наистина става папа под името Урбан V и спомняйки си възмущение за каноника на Клермон, му отнема всички привилегии.

- Шарл II дьо Бурбон (1476 – 1488) – син на херцог Шарл I дьо Бурбон (1401 – 1456) и Агнес Бургундска (1407 – 1476), роден в Мулен, е предложен за архиепископ на Лион на възраст от 11 г. Папа Евгений IV се противопоставя, тъй като Шарл преследва политическа кариера на придворен на крал Луи XI и е посланик и след това папски легат в Авиньон. В конфликта между папата и краля, той губи позицията си, но става епископ на Клермон, с титлата на кардинал.

## Габаритни размери на катедралата
- обща дължина: 99 м
- дължина на хоровете: 36 м
- дължина на нефа и трансепта: 46,75 м
- Ширина на трансепта: 32,70 м
- Височина на Средокръстието: 28,70 м
- Височина на страничните трансепти: 14,30 м
- Височина на кула Байет: 50,70 м
- Висота шпила: 108 м

## Интериор на катедралата
В криптата на катедралата се намират два антични саркофага, един датиран от IV век, а другия от V или VI век, които представляват библейски сцени от Стария Завет и Новия Завет. По-древният саркофаг, изработен от ценния карарски мрамор, представлява погребална процесия с покойница в центъра на композицията в молеща се поза. По-новия саркофаг е служил поначало за олтар, а след това, в следващите векове – за купел, представляващ изсечени в отделни ниши персонажи с Христос и 12-те апостоли.

### Фрески
Водещата в деамбулатория галерия е съхранила забележителен комплекс от фрески от XIII век, на които са показани евангелски сцени (в частност Чудното нахранване на народа с пет хляба и известяване на овчарите); някои фрески като напр. Благовещение на Богородица, са частично унищожени.
Влизайки през северните врати може да се види под голямата розета на прозореца група гротескови и похотливи сцени, напомнящи за маскарадите, които през XIII век се устройват в Клермон ежегодно преди Рождество.
При входа на катедралата има вход за изкачване нагоре по кулата „Байет“ (250 стълби), откъдето се открива изключителен изглед към града с неговите къщи от черна лава, покрити с розови керемидени покриви. Галерия съединява страничните параклиси и в нея са изложени чертежи на архитектите, описващи дейността на двамата Дешам.
Съкровищницата на катедралата представя разкошни литургични предмети и скулптурни групи, сред които изпъква великолепна серия Овернски Мадони с Младенеца. В северното крило на трансепта са показани много добре съхранен часовник с човечета (жакмар). Изначално той са се намира в Исоар, и е закупен от град Клермон, а сега вече са в катедралата. Красивият часовник датират от 1527 г. Три големи статуи служат за праобраз на времето: благороден старец с брада (Ввремето) е обкръжен от два автоматични фигури с фигури на Марс и Фавн, които по ред отчитат времето.

#### Розета
Гордостта на катедралата са двете розети в трансепта: в единия, разположен над северната врата, преобладават пурпурно-виолетовите тонове, а в другия, разположен над южния портал – оранжевите тонове. Прозорците са вписани в правилни квадрати, имащи страни по 8,50 метра. Двата прозореца са датирани към XIV век.
- витраж от капела св. Георги
- детайл

От южната врата на трансепта са подредени във вертикално положение надгробни камъни на каноници.
Витражите на хоровете, светят с многоцветните си парченца стъкло, отразяващи играта на светлината. На тях са показани житията на светите покровители на всяка отделна капела.
Оригинални украшения на катедралата са шест барелефа, илюстриращи мъжките професии на XIII века – дървосекачи, лодкари, каменоделци, зидари, дърводелци и овчари.

## Галерия
- Изглед
- Катедралата и статута на Урбан ІІ
- Фасада
- Неф
- Интериор на кулата
- Екстериор на кулата
- Галерия от криптата
- Галерия от криптата
- Паракрис в криптата
- деамбулаторий
- Параклис в криптата
- 500 франка с лика на Паскал от 1987 г.